# Bêche (localité)
Pour les articles homonymes, voir Bêche (homonymie).
Bêche est un village de la commune belge de Vielsalm située en Région wallonne dans la province de Luxembourg. Il fait partie de la section de Vielsalm et est bordé à l’ouest par le village de Salmchâteau.